# Стёпин, Иван Федотович
Ива́н Федо́тович Стёпин (1874 — ?) — кузнец, депутат Государственной думы I созыва от Орловской губернии.

## Биография
Из крестьян села Липовец Кромского уезда Орловской губернии. Окончил начальную сельскую школу. Кузнец. Занимался отхожим промыслом. Работал шахтером в Екатеринославской губернии, был рабочим на Брянском заводе.
28 марта 1906 избран в Государственную думу I созыва от съезда уполномоченных от волостей. Входил в Трудовую группу. В думских комиссиях не состоял, в думе не выступал.
Как писал сам бывший депутат после роспуска Думы, за ним был установлен строжайший надзор. «Каждый день, каждую ночь дежурил в нашей деревне урядник, так что мне нельзя было никуда пойти и поехать. Поеду в поле на работу — урядник за мной». Другая трудность сразу по приезде из Петербурга — это взаимоотношения с односельчанами: «Крестьяне чуть меня не убили. Ты, говорят, почему нам земли не достал».
Дальнейшая судьба и дата смерти неизвестны.